# Île Sainte-Catherine (Vienne)
Ne doit pas être confondu avec Île Sainte-Catherine (Créteil) ou Île de Santa Catarina.
L'Île Sainte-Catherine est une île fluviale située sur la Vienne appartenant à Châtellerault.

## Description
L'île a été créée artificiellement par le creusement d'un bief, alimentant le moulin Joany au XIXe siècle.
Elle s'étend sur environ 300 m de longueur pour une largeur d'environ 100 m. Propriété de la ville de Châtellerault, elle abrite une peupleraie âgée. Site écologique, plusieurs espèces y ont été relevées telles le martin-pêcheur et le castor ainsi que des plantes rares comme la corydale à bulbe plein et la cuscute d'Europe.
Le site est entretenu par la LPO Vienne depuis 2003.